# Трапенок Микола Михайлович
Трапенок Микола Михайлович (1929 — †2010) — повний кавалер ордена «Шахтарська Слава»

## Життєпис
Народився в 1929 році в Іркутській області.
З 1963 по 1970 р. працював головним інженером шахти «Нова».
Помер у 2010 році.

## Нагороди та відзнаки
- орден Леніна
- орден Трудового Червоного Прапора
- орден Дружби Народів
- орден «Знак Пошани»
- кавалер ордена «Шахтарська Слава» І, ІІ, ІІІ ступенів.
- звання «Почесний громадянин міста Жовті Води» (1991)